# Beth Israel Deaconess Medical Center
Le Beth Israel Deaconess Medical Center (BIDMC) est un centre hospitalier universitaire lié à la Harvard Medical School.
Situé dans la Longwood Medical and Academic Area à Boston dans le Massachusetts, il est le résultat d'une fusion de 1996 entre le Beth Israel Hospital (fondé en 1916) et le New England Deaconess Hospital (fondé en 1896).
Le Beth Israel Deaconess Medical Center est l'hôpital officiel des Red Sox de Boston.
Il est connu dans l’univers des réseaux de télécommunication pour avoir subi une coupure de quatre jours à la suite de plusieurs erreurs de mise en œuvre du Spanning Tree Protocol.